# Mostapfel

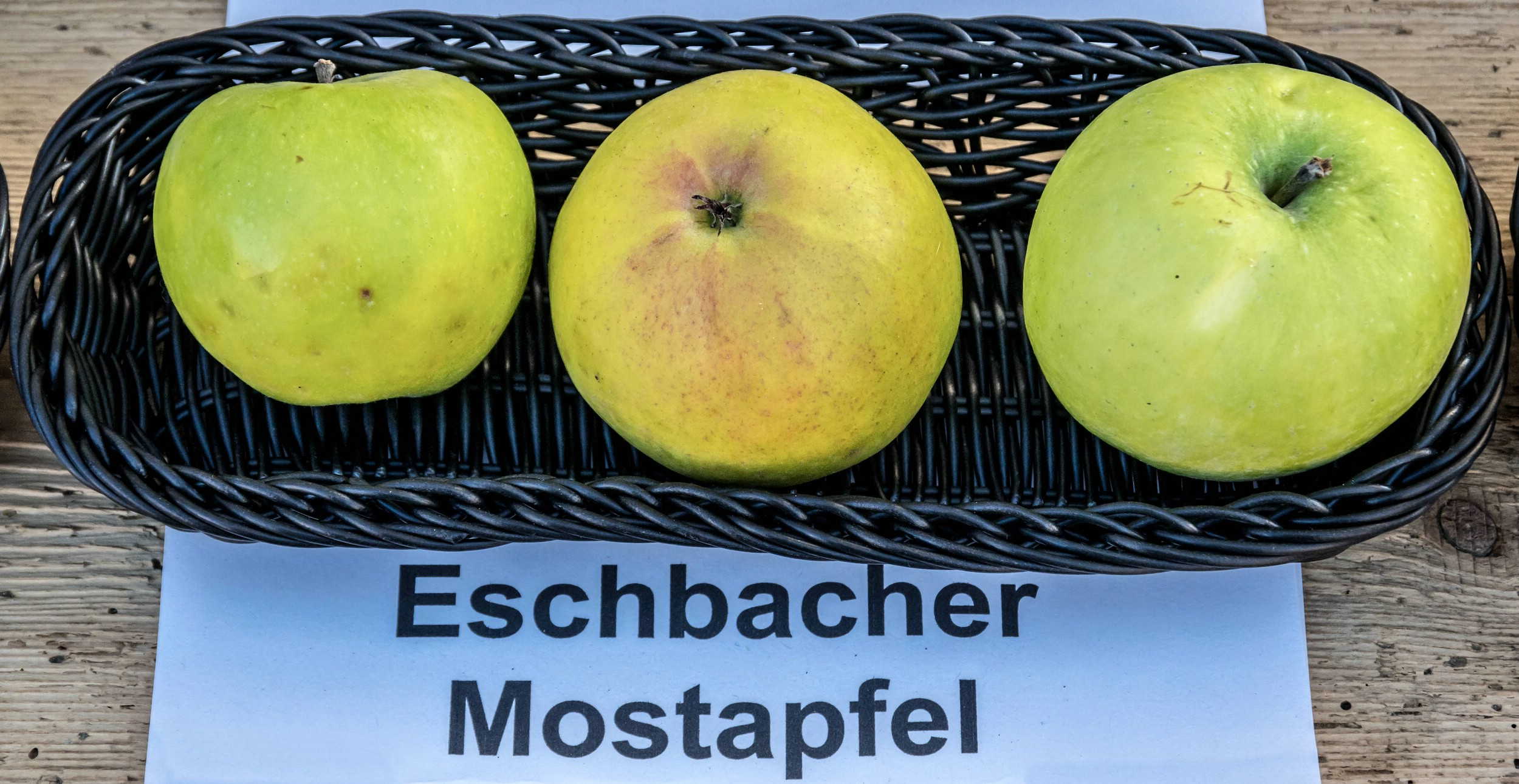
Die Sorte Eschbacher Mostapfel

Als Mostapfel, Weinapfel oder Viezapfel werden Apfelsorten bezeichnet, die sich besonders für die Mostherstellung eignen. Ihre Früchte werden zur Herstellung von Most, Obstweinen und Saft verwendet. Sie besitzen einen merkbaren Anteil an Gerbstoffen. Sie werden oftmals auf Streuobstwiesen angebaut.
Siehe auch: Liste von Apfelsorten, Pomologische Literatur, Mostbirne